# Syzeuctus elongatus
Syzeuctus elongatus là một loài tò vò trong họ Ichneumonidae.